# Myctophum spinosum
Myctophum spinosum és una espècie de peix de la família dels mictòfids i de l'ordre dels mictofiformes.

## Morfologia
- Els mascles poden assolir 9 cm de longitud total.[1]

## Depredadors
És depredat per Stenella attenuata.

## Hàbitat
És un peix marí i d'aigües profundes.

## Distribució geogràfica
Es troba a les aigües tropicals i subtropicals de l'Atlàntic, l'Índic, el Pacífic i el Mar de la Xina Meridional.